# Flandre wallonne
Pour les articles homonymes, voir Flandre.
La Flandre wallonne (Comitia Flandriae Wallonensis en latin) appelée aussi Flandre romane ou Flandre gallicante, est la partie de l'ancienne province de Flandre française qui comprenait les territoires des « pays » de Lille, Douai et Orchies. Sa capitale est Lille.
Ses habitants étaient appelés « les Flamands wallons » et parlaient aussi le dialecte picard avant le français. Le flamand était cependant parlé dans une bonne moitié du territoire, au nord de Lille.
C'est une dénomination principalement politique même si elle fut également de manière sporadique assimilée aux termes Flandre romane et Flandre gallicante qui sont purement linguistiques.

## Définition
La Flandre wallonne comprenait les territoires des « pays » de Lille, Douai et Orchies. Dans l'ancien comté de Flandre un « pays », ou « quartier », désignait la subdivision d'une châtellenie. Par exemple, la châtellenie de Lille comprenait les pays de Carembault, de Ferrain, de Mélantois, de Pévèle et des Weppes (ou la Weppe).
Elle désigne à peu près le même territoire, le bailliage de Douai et la Châtellenie de Lille, mais à deux époques différentes. À l'époque des Pays-Bas espagnols, c'est la partie de la Flandre romane qui a signé le Traité d'Arras le 6 janvier 1579. Après le Traité de Nimègue, la Flandre wallonne est une intendance qui forme avec celle de la Flandre maritime la province française de Flandre.

## Culture locale

### Langue
Une bonne partie de la Flandre wallonne n'a jamais eu le flamand comme langue maternelle, le dialecte fut de tout temps le picard. Ainsi, dans le Dictionnaire Rouchi-Français de 1834, on regroupe les parlés de Lille et Douai avec ceux de Saint-Amand, Tournai, Bouchain, Cambrai, Valenciennes et Quiévrain dans un ensemble appelé rouchi.
Linguistiquement, on rapproche donc le sud de la Flandre wallonne, du Hainaut. Il arrive ainsi de qualifier ces secteurs de Picardie inférieure ou Basse-Picardie, située proche de la Flandre et du Brabant,, par opposition à une Haute-Picardie tournée vers Amiens.
A l'inverse, les alentours de Comines, Armentières et Tourcoing où l'on parle de nos jours les variétés circum-lilloises, étaient autrefois de langage flamand.